# Diablo III: Rise of the Necromancer
Diablo III: Rise of the Necromancer (в русской версии — Diablo III: Возвращение некроманта) — загружаемый контент для игры жанра Action/RPG Diablo III, разработанный и выпущенный компанией Blizzard 27 июня 2017 года. Дополнение добавляет в игру класс некроманта.

## Описание
Дополнение возвращает в Diablo III переработанный класс некроманта из Diablo II, в основе игрового процесса которого лежат кровь и кости. Также в игру было добавлено дополнительное оружие и доспехи, в том числе косы и филактерии. Одновременно с выходом дополнения был выпущен патч 2.6.0, добавивший в игру ряд новых функций — портал дерзаний, новые зоны и новые задания в режиме приключений.

## Разработка
Ещё до выпуска первого дополнения к Diablo III, названного Reaper of Souls, Blizzard решила отменить разработку второго дополнения к игре и сосредоточить силы на разработке сиквела. В 2016 году, сразу после отмены новой игры серии Diablo, Blizzard выделила небольшую команду для разработки Rise of Necromancer, чтобы прикрыть отсутствие новых крупных релизов и анонсов в серии.
Аддон был выпущен 27 июня 2017 года для ПК, Playstation 4 и Xbox One. Одновременно с выходом аддона на консолях был выпущен сборник под названием Diablo III: Eternal Collection, который помимо Rise of the Necromancer включает в себя базовую игру и дополнение Reaper of Souls. В 2018 году Eternal Collection был также выпущен на Nintendo Switch.

## Отзывы и критика
| Сводный рейтинг    | Сводный рейтинг |
| Агрегатор          | Оценка          |
| ------------------ | --------------- |
| GameRankings       | 77,00 %         |
| Metacritic         | 76/100          |
| Иноязычные издания |                 |
| Издание            | Оценка          |
| Destructoid        | 7,5/10          |
| GameRevolution     | [ 8 ]           |
| GameSpot           | 7/10            |
| IGN                | 8,5/10          |

Diablo III: Rise of the Necromancer получила в целом положительные отзывы критиков, средний балл на Metacritic составил 76 из 100 на основе 23 рецензий. Критики отмечали, что дополнение приносит слишком мало контента, не входящего в бесплатный патч, однако положительно оценили игровой процесс за новый класс.
Тиджей Хейфер из IGN положительно оценил игру, написав в заключении, что хотя он считает, что «15 долларов, быть может, немного завышенная цена за простую разблокировку нового класса», однако «[игроки] не будут разочарованы новыми стилями игры и сумасшедшими стратегиями, которые Rise of the Necromancer принёс в Санктуарий». Аналогичную позицию принял Бретт Тодд из GameSpot, который также был обеспокоен ценой аддона и написал: «если бы не цена, я бы однозначно рекомендовал дополнение к покупке для всех фанатов Diablo III и всех, у кого есть хотя бы мимолётный интерес к классическим hack’n’slash RPG». Он заключил: «это великолепный приобретаемый персонаж, добавляющий один из самых лучших и интересных классов в текущую линейку игры».
В своей в целом положительной рецензии, Крис Картер из Destructoid заключил: «пусть в дополнении есть пара сложноигнорируемых недостатков, в целом играть весело». Джонатан Лик из Game Revolution похвалил введение в игру класса некроманта, заключив: «это не совсем новый класс для зловещего мира Diablo, однако это его лучшая итерация на текущий момент». Он заключил, что несмотря на небольшую обиду на количество контента, дополнение «в равной степени заслуживает внимания как ветеранов Diablo, так и новых игроков».